# Vetrovec
Vetrovec je priimek več znanih Slovencev:
- Jože Vetrovec (*1941), novinar
- Roman Vetrovec (*1934), pravnik
- Zdenka Vetrovec, fotografinja